# Герард Габрись
Герард Леон Габрись (пол. Gerard Leon Gabryś; 20 лютого 1933, Хожув) — польський шахтар і комуністичний політик, у 1981 році (з 29 квітня до 20 липня) член Політбюро ЦК ПОРП. Належав до «партійного бетону», був супротивником профспілки «Солідарність», номінально очолював Катовицький партійний форум. При загостренні політичної ситуації відмовився від посад і відійшов від політики. Брав участь у Круглому столі 1989 року.

## Партійний шахтар
Народився у робітничій сім'ї. Закінчив гірничу професійну школу у Хожуві. З 1951 року працював на вугільній шахті Barbara. Починав помічником, потім був шахтарем, майстром-підривником, інструктором з вибухових робіт.
Герард Габрись належав до прошарку «робітничої аристократії», яку цілеспрямовано створювала урядуща компартія ПОРП для набуття опори у робітничому класі. З 1964 року він перебував у ПОРП. З 1968 до 1971 року — член партійного комітету шахти. У 1971—1975 роках — член Хожувського міськкому ПОРП. На VII з'їзді у грудні 1975 році введений до складу ЦК ПОРП, з грудня 1979 року член Катовицького воєводського комітету. Партійна кар'єра Габрися у 1970 роки припала на правління Едварда Герека з його «пропагандою успіхів».

## Діяч «партійного бетону»

### Член Політбюро
Влітку 1980 року Польщу охопив потужний страйковий рух, була створена незалежна профспілка Солідарність. Серед польських робітників, зокрема шахтарів, Герард Габрись виявився з небагатьох винятків — він виступив проти незалежного профруху та приєднався до консервативно-догматичного «партійного бетону» ПОРП.
На пленумі ЦК у квітні 1981 року Габрися було кооптовано до складу Політбюро. Перший секретар ЦК ПОРП Станіслав Каня та прем'єр-міністр ПНР Войцех Ярузельський вважали вдалим пропагандистським ходом появу шахтаря у вищому партійному органі. Габрись висловлювався за ідеологічне чищення ПОРП «відповідно до марксистсько-ленінських принципів», проти реформістських «горизонтальних структур», обурювався «нападками на міліцію» та «недоторканністю активістів „Солідарності“». При цьому він не був політично популярним навіть у парторганізації свого підприємства. У травні 1981 року понад сто членів ПОРП із шахти «Barbara» підписали лист до ЦК, де відмежовувались від Габрися та його позиції.

### Форум і конфлікт
Політична ситуація у Катовицях і Катовицькому воєводстві відрізнялася особливо жорсткою конфронтацією. Профцентр «Солідарності» на чолі з Анджеєм Розплоховським і шахтарем Стефаном Палкою вирізнявся радикальним антикомунізмом; воєводська організація ПОРП на чолі з першим секретарем Анджеєм Жабинським була оплотом «бетону». 15 травня 1981 року воєводський комітет Жабинського ініціював створення сталінської організації Катовицький партійний форум (KFP). Реальним керівником KFP був марксистсько-ленінський філософ Всеволод Волчев, за фактом підпорядкований Жабиньському. Багато членів організації належали до ідеологічного апарату. Але головою програмної ради — номінально першою особою — був затверджений Герард Габрись для створення «робітничого іміджу». Сам Габрись намагався не обговорювати публічно свій статус, уникав з'являтися на зборах KFP й обмежувався передачею матеріалів члену Політбюро Стефану Ольшовському, головному стратегу «бетону».
Угруповання Волчева було нечисленним, але активним й оснащеним апаратним ресурсом. KFP був політичною зброєю керівного «бетону» у верхівці ПОРП — Анджея Жабинського, Стефана Ольшовського, Тадеуша Грабського, Мирослава Мілевського. Різким нападкам зазнавали не лише «Солідарність» і «горизонталі», а й партійно-державні керівники, які зараховувалися до «лібералів» і «центристів» — Юзеф Кляса, Мечислав Раковський, Казімеж Барциковський, Тадеуш Фішбах, Едвард Скшипчак, Кристин Домброва. Ставилося завдання досягти зміни керівництва ПОРП на IX надзвичайному з'їзді, привести до партійної влади представників керівного «бетону». Роль Герарда Габрися була в основному церемоніальною, але він набув на цьому політичної популярності та публічності. Його прізвище як «представника марксистсько-ленінських сил» згадувалося навіть у звітах Міністерства держбезпеки НДР (поряд з такими політичними постатями, як Станіслав Чосек, Анджей Жабинський, Станіслав Кочелек, Зигмунт Найдовський, Януш Прокоп'як, Єжи Путрамент, генерал Влодзимеж Савчук.
Великим заходом KFP став передз'їздівська конференція та мітинг у Катовиці 9 липня 1981 року. Брали участь також представники інших «бетонних» організацій, включно з найбільшими — Варшави 80, PFK, RSK, «Реальності». Мішенями критики стали вже Каня та Ярузельський. Це викликало різку відповідь партійного керівництва. Статтю з критикою «ортодоксальних сектантів і догматиків» опублікував головний офіціоз ПОРП «Трибуна Люду». Погрозливі промови на адресу KFP сказали Каня, Барциковський, Раковський, Єжи Урбан. Жабинський засудив KFP за перевищення компетенції. Становище стало небезпечним для організації.
Герард Габрись, завжди бездоганно лояльний до партійного начальства, виявився зовсім не готовим до такого повороту. Він поспішив заявити, що повністю поділяє позицію Політбюро (за змістом — Кані та Ярузельського), відмежувався від KFP та навіть сказав, ніби не погоджувався ухвалити посаду голови (останнє твердження Волчев документально спростував). Однак на IX з'їзді Габрись був виведений із Політбюро та ЦК. Його місце зайняв інший катовицький шахтар Єжи Романик, який вважався представником «ліберального крила».

## Сейм, Круглий стіл і пенсія
З середини 1981 року Герард Габрись дистанціювався від політики. Він не брав участь ні в гострих осінніх конфліктах у Катовицькому воєводстві (зіткнення на шахті Sosnowiec і металургійному комбінаті Хута Катовиці), ні у період воєнного стану. У 1985 році був обраний до сейму ПНР, перебував у депутатському клубі ПОРП, був членом комітетів з гірничої промисловості й оборони, брав участь у підготовці законопроєктів про референдуми та профспілки.
Події весни-осені 1988 року, нова страйкова хвиля 1988 року пройшли без участі Габрися. Однак він був залучений до Круглого столу 1989 року — входив до делегації ПОРП й уряду, перебував у групі з гірничої промисловості. У Третій Речі Посполитій вийшов на пенсію.